# 素敵な時を重ねましょう
「素敵な時を重ねましょう」（すてきなときをかさねましょう）は、日本のヒップホップMC、KREVAのインディーズ2作目のシングル。

## 概要
新型コロナウイルスの感染拡大の影響を受けて、KREVAのライブツアー「敵がいない国」が中止になったことを受けて、急遽リリースされた。そのためメジャーシングルではなく、KREVAの公式サイトのショップ限定発売（インディーズ）のリリースとなっている。完全にKREVAのセルフプロデュースで、KREVA自ら制作したジャケットには、幼少期のKREVAの写真がデザインされている。客演にはSONOMIが参加している。
9枚目のアルバム『LOOP END / LOOP START』にアルバム・ヴァージョンで収録された。

## 収録曲
1. 素敵な時を重ねましょう feat.SONOMI